# Histoire de la messe tridentine
Pour un article plus général, voir Rite tridentin.
La messe tridentine est le fruit d'une évolution.

## Liturgie de la Parole
Les maîtres-autels étaient bâtis face à l'est[Quand ?] : le soleil levant est le rappel de la résurrection. Les anciennes basiliques romaine (comme Saint-Pierre de Rome) ont la porte tournée vers l'Est : le célébrant se tourne donc vers le peuple. La majeure partie des églises sont construites avec le chœur à l'est : le prêtre face à l'autel était nécessairement dos au peuple.    

### Préface
« On doit savoir en effet qu'autrefois les Préfaces étaient bien plus multipliées que de nos jours, et qu'en particulier chaque dimanche avait la sienne. » (Prosper Guéranger (1805-1875), L'Année liturgique, quatrième dimanche après la Pentecôte).[source insuffisante]
Sanctus
Le Sanctus est le cantique de la liturgie céleste (Ap 4, 8). La première partie de ce chant vient du prophète Isaïe (Is 6, 3), qui a entendu les Séraphins le chanter devant le Seigneur, « Sabaoth ». La deuxième partie vient de l'acclamation des Rameaux (Mt 21, 9).